# Riechnerv

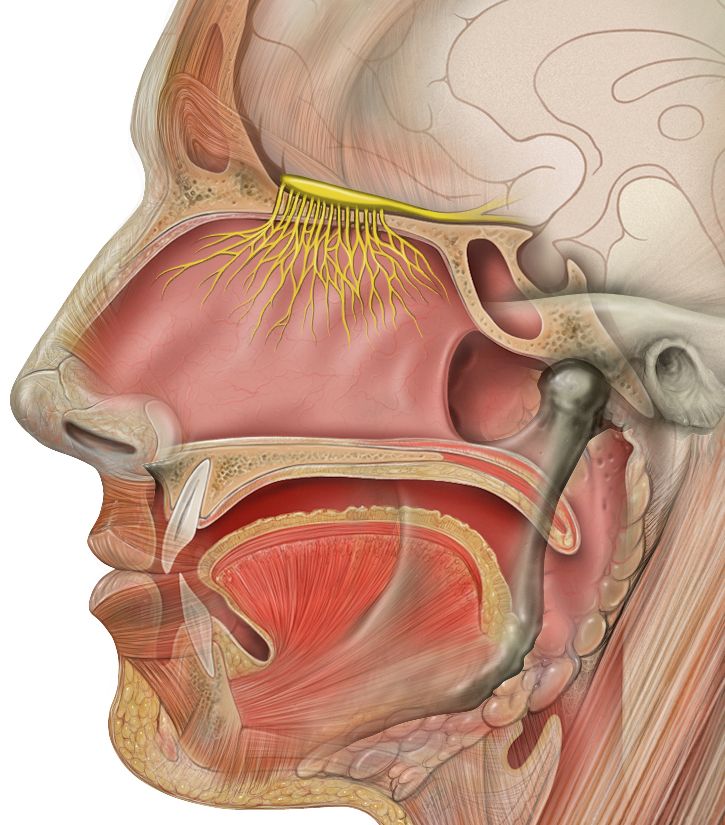
Verlauf der Riechnerven und Lage des Riechkolbens beim Menschen (gelb gezeigt)

Der paarige Riechnerv oder Nervus olfactorius (von lateinisch olfactus ‚Geruch‘) – oft im Plural: die Nervi olfactorii (auch Fila olfactoria) – wird auch erster Hirnnerv, N. I genannt und besteht jederseits aus rund zwanzig kurzen Faserbündeln. Sie leiten als sensorische (spezielle viszeroafferente) Fasern die Signale von den Riechzellen in der Riechschleimhaut der Nase zu dem auf jeder Seite als Riechkolben (Bulbus olfactorius) ausgeprägten Hirnanteil, der zum Telencephalon (Endhirn) gehört, und ermöglichen so die olfaktorische Wahrnehmung.

## Verlauf
Die feinen Fasern (Fila olfactoria) der Riechnerven führen die dünnen Axone von Riechzellen aus der Regio olfactoria der Nasenschleimhaut des Nasendachs und der oberen Nasenmuschel. Beidseits ziehen sie nahe der Mitte – hinter den Fila terminalia – durch Löcher der Lamina cribrosa des Siebbeins (Os ethmoidale) in den Schädel zu den unmittelbar darüber liegenden Riechkolben (Bulbi olfactorii) des Endhirns. Die Riechzellen sind als primäre Sinneszellen zugleich Nervenzellen und projizieren ohne Verschaltung ins Zentralnervensystem zu den primären Projektionsgebieten des Riechhirns im Riechkolben. Hier bilden sie gruppenweise  jeweils in einem der verschiedenen Glomeruli olfactorii eines Bulbus olfactorius mit nachgeordneten Nervenzellen Synapsen und sind auf die Mitralzellen und Pinselzellen verschaltet.
Im weiteren Verlauf der Riechbahn werden Impulse von Mitralzellen jederseits über den Tractus olfactorius weitergeleitet. Nach dessen Aufzweigung in Stria olfactoria lateralis und Stria olfactoria medialis erreichen die Signale verschiedene Anteile des olfaktorischen Cortex wie das Tuberculum olfactorium, die paläokortikale Area praepiriformis (Brodmann-Areal 28) und den Nucleus corticalis der Amygdala. Von dort bestehen Verbindungen zur Formatio reticularis, zum Hypothalamus, zum limbischen System und – direkt oder via Thalamus – zu neokortikalen Arealen der Inselrinde und des orbitofrontalen Kortex.
Die Riechnerven führen ebenso wie der Sehnerv rein sensorische Nervenfasern spezieller Sinnesqualität, die direkt mit Bereichen des Vorderhirns verbunden sind. Sie sind keine dem Hirnstamm zugeordnete Anteile des peripheren Nervensystems wie die eigentlichen Hirnnerven, sondern ein Teil der Riechbahn des Endhirns.

## Klinik
Zur neurologischen Überprüfung werden dem Patienten verschiedene Düfte präsentiert, die er möglichst genau benennen soll.
Es gibt drei Formen von Olfaktorius-Tumoren: Ästhesioneurozytom, Ästhesioneuroblastom und Ästhesioneuroepitheliom.